# Olho d'Água do Casado
Olho d'Água do Casado là một đô thị thuộc bang Alagoas, Brasil. Đô thị này có diện tích 322,95 km², dân số năm 2007 là 8139 người, mật độ 25,2 người/km².